# Кентен Фійон-Має
Кентен Фійон-Має (фр. Quentin Fillon Maillet, 16 серпня 1992) — французький біатлоніст, олімпійський медаліст, чемпіон світу.
Золоту медаль чемпіона світу здобув у складі французької команди в змішаній естафеті на чемпіонаті світу 2016 року в Осло.

## Результати
За даними Міжнародного союзу біатлоністів.

### Олімпійські ігри
2 медалі (2 золота, 2 срібла)
| Ігри           | Інд. гонка | Спринт | Персьют | Масстарт | Естафета | Змішана естафета |
| -------------- | ---------- | ------ | ------- | -------- | -------- | ---------------- |
| Пхьончхан 2018 | —          | 48     | 44      | 29       | —        | —                |
| Пекін 2022     | Золото     | Срібло | Золото  | 4        | Срібло   | Срібло           |

### Чемпіонати світу
10 медалей (2 золото, 4 срібла, 4 бронзи)
| Чемпіонат         | Інд. гонка | Спринт | Персьют | Масстарт | Естафета | Змішана естафета | Одиночна змішана естафета |
| ----------------- | ---------- | ------ | ------- | -------- | -------- | ---------------- | ------------------------- |
| Контіолагті 2015  | 79         | 38     | 46      | —        | Бронза   | —                | Н/Д                       |
| Голменколлен 2016 | 19         | 16     | 10      | 20       | 9        | Золото           | Н/Д                       |
| Гохфільцен 2017   | 17         | 43     | 22      | 15       | Срібло   | Срібло           | Н/Д                       |
| Естерсунд 2019    | 12         | Бронза | Бронза  | 5        | 6        | —                | —                         |
| Антерсельва 2020  | 7          | Срібло | 7       | Срібло   | Золото   | 7                | —                         |
| Поклюка 2021      | 4          | 6      | 4       | Бронза   | 4        | 5                | —                         |

*В олімпійські сезони змагання проводяться тільки з дисциплін, що не входять в програму Ігор.
**Одиночна змішана естафета з'явилася на чемпіонаті 2019 року.

## Виступи в Кубку світу

### Подіуми на етапах кубків світу
| Сезон     | Місце проведення | Змагання | Результат |
| --------- | ---------------- | -------- | --------- |
| ...       |                  |          |           |
| 2021—2022 | Естерсунд-2      | Спринт   | 3         |
| 2021—2022 | Естерсунд-2      | Персьют  | 2         |

### Сезон 2021/2022
| Етап    | Місце             | Дата            | Інд. гонки                   | Спринт                       | Персьют                      | Масстарт                     | Естафети                     | Змішані                      | Одиночні змішані             |
| ------- | ----------------- | --------------- | ---------------------------- | ---------------------------- | ---------------------------- | ---------------------------- | ---------------------------- | ---------------------------- | ---------------------------- |
| 1       | Естерсунд         | 27–28 листопада | 8                            | 32                           |                              |                              |                              |                              |                              |
| 2       | Естерсунд         | 2–5 грудня      |                              | 3                            | 2                            |                              | 16                           |                              |                              |
| 3       | Гохфільцен        | 10–12 грудня    |                              | ●                            | ●                            |                              | ●                            |                              |                              |
| 4       | Ансі              | 16–19 грудня    |                              | ●                            | ●                            | ●                            |                              |                              |                              |
| 5       | Обергоф           | 7–9 січня       |                              | ●                            | ●                            |                              |                              | ●                            | ●                            |
| 6       | Рупольдінг        | 12–16 січня     |                              | ●                            | ●                            |                              | ●                            |                              |                              |
| 7       | Разун-Антерсельва | 20–23 січня     | ●                            |                              |                              | ●                            | ●                            |                              |                              |
| ОІ      | Пекін             | 5–20 лютого     | Зимові Олімпійські ігри 2022 | Зимові Олімпійські ігри 2022 | Зимові Олімпійські ігри 2022 | Зимові Олімпійські ігри 2022 | Зимові Олімпійські ігри 2022 | Зимові Олімпійські ігри 2022 | Зимові Олімпійські ігри 2022 |
| 8       | Контіолахті       | 3–6 березня     |                              | ●                            | ●                            |                              | ●                            |                              |                              |
| 9       | Отепяе            | 10–13 березня   |                              | ●                            |                              | ●                            |                              | ●                            | ●                            |
| 10      | Гольменколлен     | 17–20 березня   |                              | ●                            | ●                            | ●                            |                              |                              |                              |
| Усього: |                   |                 |                              |                              |                              |                              |                              |                              |                              |